# Charles Hillyar
Sir Charles Farrell Hillyar, KCB (* 1817 in Totnes, Devon, England; † 14. Dezember 1888 in Torpoint, Cornwall, England) war ein britischer Seeoffizier der Royal Navy und zuletzt Admiral, der unter anderem von 1865 bis 1867 zugleich Oberkommandierender der Marinestation Ostindien und Kap der Guten Hoffnung (Commander-in-Chief, East Indies & Cape of Good Hope Station), zwischen 1872 und 1873 Oberkommandierender der Marinestation Pazifik (Commander-in-Chief, Pacific Station) sowie zuletzt von 1877 bis 1878 Oberkommandierender der Marinestation China (Commander-in-Chief, China Station) war.

## Leben

### Familiäre Herkunft, Ausbildung und Verwendungen als Seeoffizier

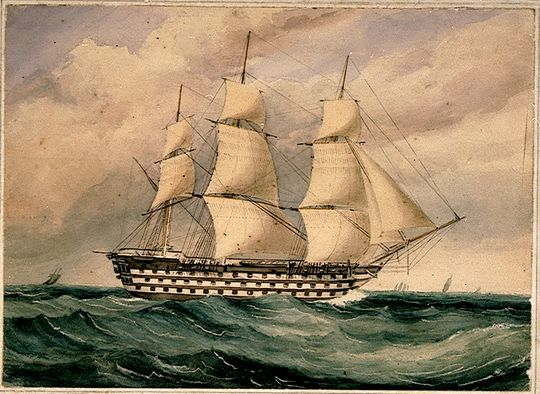
Captain Hillyar wurde 1859 Kommandant des Linienschiffs HMS Queen.

Charles Farrell Hillyar war eines von drei Kindern von Konteradmiral Sir James Hillyar (1769–1843) und dessen Ehefrau Mary Lyall Taylor (1889–1884). Seine Zwillingsschwester Mary Anne Bickerton Hillyar (1817–1891) war seit 1843 in erster Ehe mit dem Geistlichen Sir Cecil Augustus Bisshopp, 10. Baronet (1821–1849) verheiratet sowie in zweiter seit 1857 mit dem Grundbesitzer und Politiker Walter Long (1793–1867), der zwischen 1835 und 1865 Mitglied des Unterhauses (House of Commons) war. Sein jüngerer Bruder war Konteradmiral Henry Shank Hillyar (1819–1893). Er selbst trat am 18. März 1831 in die Royal Navy ein und wurde nach seiner Ausbildung zum Seeoffizier am 24. März 1842 zum Lieutenant befördert. Am 12. Mai 1843 wurde er zur Mittelmeerflotte (Mediterranean Fleet) versetzt und versah Dienst auf der HMS Tyne unter Captain William Nugent Glascock, auf dem Linienschiff HMS Caledonia unter Captain Alexander Milne sowie zuletzt vom 4. September 1846 bis zum 6. April 1848 auf der Fregatte HMS Amazon unter dem Kommando von Captain James John Stopford.
Nach seiner Beförderung zum Commander am 15. Mai 1848 wurde Hillyar unter Captain Claude Buckle stellvertretender Kommandant (Secon-in-Command) der Fregatte HMS Centaur, die im Westafrika-Geschwader (West Africa Squadron) als Flaggschiff von Commodore Arthur Fanshawe diente. Am 20. Februar 1852 wurde er zum Captain befördert und am 7. Juni 1855 Kommandant der zur Mittelmeerflotte gehörenden Fregatte HMS Gladiator, mit der er während des Krimkrieges (1853 bis 1856) im Schwarzen Meer operierte. Am 17. November 1859 übernahm er in der Marinebasis Portsmouth das Kommando über das Linienschiff HMS Queen, das im Anschluss in der Mittelmeerflotte eingesetzt war.
Am 14. Juni 1865 wurde Charles Hillyar Kommandant der HMS Octavia und übernahm als solcher als Nachfolger von Commodore Frederick Montresor zugleich am 26. September 1865 den Posten als Oberkommandierender der Marinestation Ostindien und Kap der Guten Hoffnung (Commander-in-Chief, East Indies & Cape of Good Hope Station). Diesen hatte er bis zum 29. Juli 1867 inne. In der Folge wurde die Marinestation aufgeteilt, woraufhin Leopold Heath Oberkommandierender der Marinestation Ostindien (East Indies Station) und William Dowell Oberkommandierender der Marinestation Kap der Guten Hoffnung (Cape of Good Hope Station) wurde.

### Aufstieg zum Admiral

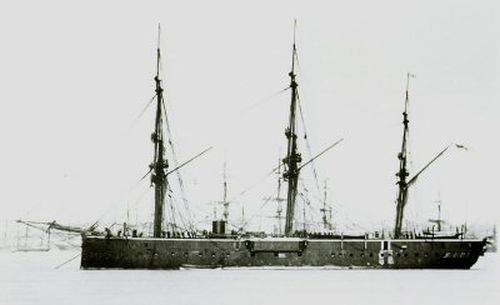
Das Panzerschiff HMS Audacious war von 1877 bis 1878 Hillyars Flaggschiff als Oberkommandierender der Marinestation China.

Hillyar wurde am 24. Mai 1867 zum Rear-Admiral befördert und übernahm am 9. Juli 1872 von Konteradmiral Arthur Farquhar den Posten als Oberkommandierender der Marinestation Pazifik (Commander-in-Chief, Pacific Station). Dieses Kommando, mit dem Schlachtschiff HMS Repulse als Flaggschiff, hatte er bis zum 6. Juni 1873 inne und wurde daraufhin von Konteradmiral Sir Arthur Cochrane abgelöst. Zum Ende dieser Verwendung erfolgte am 29. Mai 1873 seine Beförderung zum Vice-Admiral.
Charles Hillyar wurde am 31. August 1877 Nachfolger von Vizeadmiral Sir Alfred Phillipps Ryder als Oberkommandierender der Marinestation China (Commander-in-Chief, China Station). Er hatte dieses Kommando mit dem Panzerschiff HMS Audacious als Flaggschiff bis zum 26. September 1878 inne und wurde im Anschluss von Vizeadmiral Sir Robert Coote abgelöst. Nach Beendigung dieser Verwendung wurde er am 26. September 1878 zum Admiral befördert. Er schied am 9. Juni 1882 aus dem aktiven Militärdienst und trat in den Ruhestand. Zuletzt wurde er am 21. Juni 1887 als Knight Commander des Order of the Bath (KCB) geadelt, so dass er fortan das Prädikat „Sir“ führte.